# ヘリウム (映画)
『ヘリウム』(デンマーク語: Helium)は2013年のデンマークの短編映画。監督はアンドレス・ウォルター。

## あらすじ
アルフレッドは入院中の小さな男の子。本人は知らないが、末期の病気に苦しんでいる。 病院の清掃員のエンツォは仕事中アルフレッドに会い、友情を深める。アルフレッドは天国を退屈なものと考えてるので、エンツォはアルフレッドに別の魅力的な天国であるヘリウムについて教える。エンツォはアルフレッドに彼がヘリウムへ飛行船に乗って飛んでいくだろうと伝える。エンツォがアルフレッドのために作った赤い風船の犬が迎えに来るだろう。
アルフレッドの病気は悪化し、エンツォが行けない病棟へ移動してしまう。エンツォは病棟に忍び込むが、看護師長に見つかってアルフレッドとの面会を邪魔される。アルフレッドの病状が悪化したのは自分が原因ではないかとエンツォは思う。エンツォは心配していることを看護師に伝え、「私はアルフレッドにうそをついてしまった」と言う。看護師はそれを否定し、「あなたは彼に希望を与えた」とエンツォに伝える。
アルフレッドの病状は悪化し会う方法はない。エンツォは「物語のおわり」を書く。そして、看護師がアルフレッドに読み聞かせる。死にゆくアルフレッドに読み聞かようとした看護師は考えを変える。許しを得たエンツォは病棟に入り物語の残りを聞かせる。
エンツォは物語を話すと、映画はアルフレッドの視点に切り替わる。ダイアローグはなく、服を着てアルフレッドはベッドを抜け、窓に行く。大きな飛行船がアルフレッドを待っていた。彼は病院から飛行船へのびる階段を上る。飛行船は飛び去り、病院の窓は赤い犬の風船でいっぱいになる。

## キャスト
アルフレッド
演 - ペレ・ファルク・クルースベク
末期の病で入院している男の子。
エンツォ
演 - キャスパー・クランプ
病院の清掃員。
看護師
演 - マリヤナ・ヤンコビッチ
アルフレッド担当の病院の看護師。

## 受賞
2014年3月2日、本作はアカデミー賞短編映画賞を受賞した。